# Serjania deltoidea
Serjania deltoidea är en kinesträdsväxtart som beskrevs av Ludwig Radlkofer. Serjania deltoidea ingår i släktet Serjania och familjen kinesträdsväxter. Inga underarter finns listade i Catalogue of Life.